# کافه

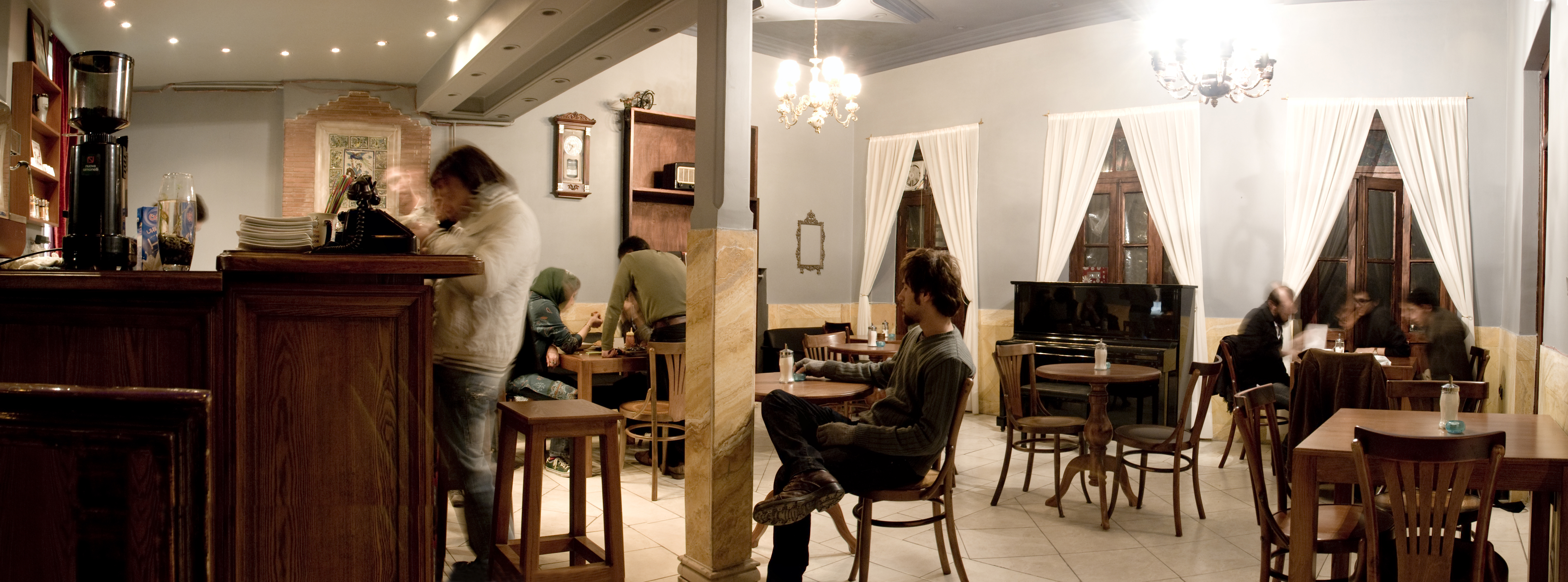
کافه‌ای در تهران، سال ۲۰۱۰

کافه یا کافی شاپ (به فرانسوی: Café) (به انگلیسی: Coffeehouse یا Coffee shop) مکانی است که در درجه اول انواع قهوه، اسپرسو، لاته و کاپوچینو در آن برای مشتریان سرو می‌شود. برخی از کافه‌ها ممکن است نوشیدنی‌های دیگر و غذاهایی مانند تنقلات سبک، ساندویچ، کلوچه، میوه یا شیرینی نیز سرو کنند. یک کافه ممکن است برخی از ویژگی‌های یک بار یا رستوران را داشته باشد، اما با کافه‌تریا متفاوت است. بسیاری از قهوه‌خانه‌ها در غرب آسیا بیشتر قلیان و تنباکوی طعم‌دار عرضه می‌کنند و در اروپای قاره‌ای، برخی از کافه‌ها مشروبات الکلی ارائه می‌دهند.
اصطلاح «قهوه‌خانه» شبیه به اصطلاح امروزی «کافه» به مکان‌های ملاقاتی برای مردم اشاره می‌کند که پس از محبوبیت قهوه تأسیس شدند و ریشه قدیمی‌تری از کافه در فرهنگ ایرانی دارد؛ قهوه‌خانه‌های سنتی کماکان از قهوه‌خانه‌های مدرن امروزی (کافه‌ها) متمایز قلمداد می‌شوند، درحالی که از نظر کارکرد و نام ممکن است تفاوتی وجود نداشته باشد.
از دیدگاه فرهنگی، این مکان‌ها عمدتاً به‌عنوان مراکز اجتماعی برای تعامل مردم عمل می‌کنند: یک کافه یا قهوه‌خانه مکانی را برای مشتریان فراهم می‌کند تا جمع شوند، صحبت کنند، بخوانند، بنویسند، یکدیگر را سرگرم کنند، یا وقت خود را بگذرانند، چه به صورت فردی یا در گروه‌های کوچک.

## قهوه‌خانه‌ها

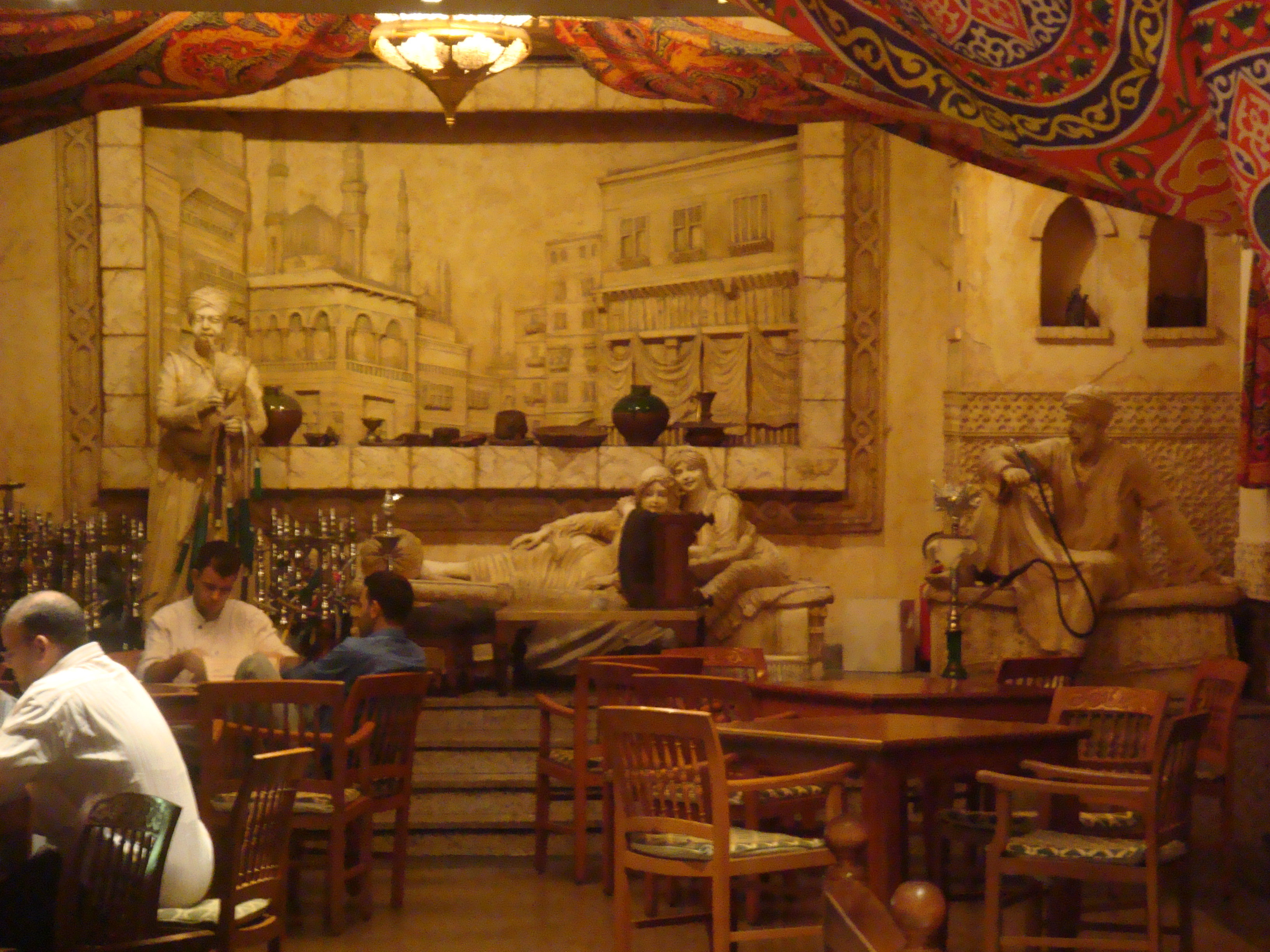
یک قهوه‌خانهٔ سنتی در قاهره.

قهوه‌خانه به مکانی مشابه کافه گفته می‌شود که در آن‌ها در درجهٔ اول قهوه سرو می‌شود. یک قهوه‌خانه ممکن است نوشیدنی‌های دیگر و وعده‌های سبک نیز سرو کند. همچنین، بسیاری از قهوه‌خانه‌ها در خاورمیانه یا در محله‌های مهاجران از خاورمیانه در کشورهای غربی قلیان سرو می‌کنند.
اولین قهوه‌خانه‌ها در قرن پانزدهم میلادی در ایران صفوی پدیدار شدند و در قرن شانزدهم میلادی به نواحی تحت فرمان امپراتوری عثمانی گسترش یافتند. قهوه‌خانه‌ها به مکان‌های ملاقات پرطرفداری تبدیل شدند که مردم برای نوشیدن قهوه، صحبت کردن، انجام بازی‌هایی مانند شطرنج و تخته نرد، شنیدن داستان‌ها و موسیقی، و بحث در مورد اخبار و سیاست در آن‌ها جمع می‌شدند.

### در ایران
طبق ادعای وزارت میراث فرهنگی و گردشگری ایران، اولین قهوه‌خانه‌ها در ایران در دوره صفویه در زمان شاه طهماسب در شهر قزوین تأسیس شده‌اند و در زمان شاه عباس بزرگ در شهر اصفهان گسترش یافتند و این در حالی است که ترکیه درخواست ثبت قهوه‌خانه را به عنوان میراث فرهنگی آن کشور داده است.
در حال حاظر بهترین راه تفکیک کافه ها در ایران زمان بندی آن هاست به طور مثال کافه های روز و شب مانند شبانه روزی وودن و یا تفکیک آن ها بر اساس نوع آماده سازی یا حتی دیزاین آنهاست که از طریق صفحات مپ قابل مشاهده است.

#### نقاشی قهوه‌خانه
نقاشی قهوه‌خانه شیوه‌ای از نقاشی ایرانی است که در اواخر قاجار و اوایل دوره پهلوی اوج گرفت. محمد مدبر و حسین قوللر آقاسی از مهم‌ترین نقاشان این رشته به‌شمار می‌روند. نمونه‌های قابل توجهی از آثار هنرمندان نقاشی قهوه‌خانه‌ای در موزهٔ رضا عباسی نگهداری می‌شوند. این شیوه در دههٔ ۲۰ و ۳۰ شمسی مورد توجه هنرمندان مدرنیست ایرانی به ویژه اهالی مکتب سقاخانه قرار گرفت.

### در جهان عرب

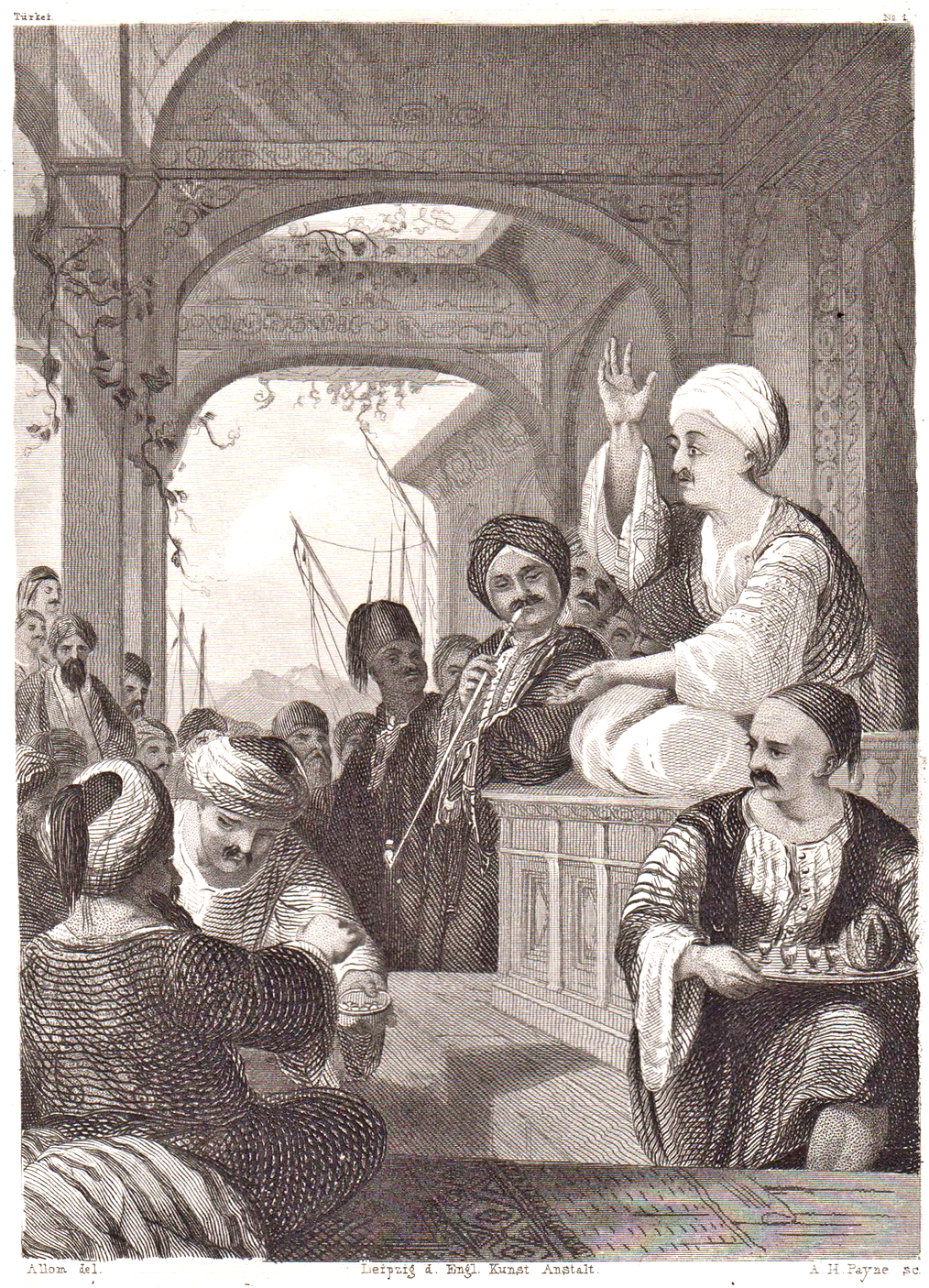
قصه‌گو (مداح) (meddah)، یک قهوه‌خانه در امپراتوری عثمانی

قهوه از قرن ۱۳ میلادی شروع به محبوب شدن کرد و تا اوایل قرن ۱۵ میلادی در مصر، شام و عثمانی پرمصرف شد و در همه این شهرها قهوه‌خانه‌هایی برپا شد.
مقامات مذهبی در مکه، قاهره و استانبول تلاش کردند تا مصرف آن را ممنوع کنند. قهوه‌خانه نهادی جدید بود که مردان در آن جمع می‌شدند و به صحبت کردن، شعرخوانی و بازی‌هایی مانند تخته نرد و شطرنج می‌پرداختند. آن‌ها به مرکزی برای گردهماییِ اندیشمندان و به صورت ضمنی به رقیبی برای مسجد به عنوانِ محل ملاقات جمعی بدل شده بودند. برخی عالمان دینی معتقد بودند که قهوه‌خانه حتی از میکده هم بدتر است و مقامات هم متوجه شده بودند که این اماکن می‌تواند تبدیل به لانه‌های فتنه شوند.

### در اروپا
تقریباً در سال ۱۶۵۰ میلادی، قهوه به کشور انگلستان وارد می‌شد و قهوه‌خانه‌هایی در شهرهای آکسفورد و لندن تأسیس شدند. در اروپا هم مانند خاورمیانه، قهوه‌خانه‌ها به مکانی برای معاشرت، مطالعه و تبادل نظر دربارهٔ موضوعات روز بدل شد. یک شباهت دیگر، امکان تبدیل آن‌ها به مکانی برای اجتماع عناصر نامطلوب و خرابکاران بود. چارلز دوم، پادشاه انگلستان قهوه‌خانه‌ها را «مکانی برای ملاقات خائنان و نشر شایعات سخیف دربارهٔ اعلیحضرت و وزیرانش» معرفی می‌کرد. در قرن ۱۸، قهوه‌خانه معروف پاریس، کافه پروکوپ، مشتریان ثابتی همچون مارا، ژرژ دانتون و ماکسیمیلیان روبسپیر داشت که در طول انقلاب فرانسه در آنجا برای انقلاب طرح‌ریزی می‌کردند.

## کافی‌شاپ‌ها

### در ایران
دگرگونی‌های تدریجی در نظام اجتماعی و فرهنگی جامعهٔ ایران به ویژهٔ جامعه‌های شهری و پدیداری وسایل ارتباط جمعی و توزیع و گسترش آن در کمرنگ کردن نقش قهوه‌خانه‌ها اثر بسیار مهمی داشت. درگذشته مردم به قهوه‌خانه می‌آمدند تا تاریخ عاشورا یا داستان رستم و اسفندیار و داستان رستم و سهراب را از زبان نقال و شاهنامه خوان بشنوند. همان‌طور که شیوهٔ خبررسانی، انتقال هنرهای نمایشی و فرهنگ سازی روز به روز صورت تازه تر می‌گرفت و در جامعه گسترده ترمی شد، قهوه‌خانه و نقال نیز به مثابه یک رسانهٔ فرهنگی و هنری نقش خود را از دست می‌دادند. راه یافتن گرامافون، رادیو، و تلویزیون به قهوه‌خانه‌ها کم‌کم جای را برای حضور نقال و دیگر هنرمندان بازیگر و تقلیدچی تنگ کرد. دراین حال بود که نقال و قهوه‌خانه هردو جایگاه خود را در میان مردم ازدست دادند. با این دگرگونی قهوه‌خانه دیگر نتوانست همچون گذشته به صورت نهادی فعال کار کند و پاسخگوی خواست‌های امروزی جوانان باشد. جوانان دنبال جایگاه مناسب دیگری برای جمع شدن و پاتوق کردن خود برای گذراندن اوقات فراغت بودند. این چنین بود که کافه  و رسم کافه نشینی در جامعهٔ ایران پدید آمد. پدیدهٔ کافه از دهه‌های اول قرن چهاردهم ۱۳۱۰ و ۱۳۲۰ به تقلید از غرب در تهران شکل گرفت و سنت کافه نشینی از آن زمان در ایران شروع شد. ابتدا در شهرهای بزرگی مانند تهران، تبریز، اصفهان و رشت گسترش پیدا کرد و بعد در شهرهای دیگر هم عمومیت یافت و پاتوق گروه‌ها و قشرهای مردم شهرنشین شد. وقتی که قهوه‌خانه در ایران پا گرفت و گسترش یافت همه قشرهای مردم از طبقات و قشرهای مختلف می‌توانستند به قهوه‌خانه بروند ولیکن زنها در قهوه‌خانه‌ها جایی نداشتند. در صورتی که در پدیدهٔ تازه یعنی کافه هر دو جنس می‌توانستند بروند و کافه نشینی اختصاص به جنس یا گروه خاصی نداشت.

## اصطلاحات مربوط به کافی‌شاپ‌ها
- اسموتی: نوشیدنی غلیظ از میوههای مختلف.
- کوکتل: آب میوه و آب گازدار (سودا).
- آفوگاتو: قهوه داغ روی بستنی.
- دتاکس: میوه‌ای که در آب نگهداری شده.
- پانچ: آب‌میوه گازدار و میوه.
- شیک: بستنی و شیر و خامه.
- فراپه: قهوه، شکر، آب با قالبهای یخ.
- کرپ: موز، شکلات داخلِ نان نازک سرخ شده.
- پنینی: ساندویچ گریل مرغ گوشت. (معمولاً از فیله مرغ استفاده می‌شود)
- آلفردو: پاستا و سُس آلفردو (درست شده از کره و خامه).
- کاربونا: پاستا رشته نواری همراه گوشت یا مرغ.
- آمریکانو: آب و اسپرسو.
- لاته: اسپرسو، کف شیر، شیر جوشیده.
- موکا: خامه، شیر جوشیده، پودر شکلات، اسپرسو. ‏
- کاپوچینو: اسپرسو، شیر جوشیده، کف شیر‏.
- اسپرسو: نوعی درست کردن قهوه با فشار زیاد آب جوش.
- ویتر مسئول سفارشات شخصی شبیه گارسون.
- موهیتو اب گازدار نعنا (سبزیجات معطر) آب لیمو و یخ.
- آیس تی: به چای یخ گفته می‌شود امکان دارد با اب گاز دار و یخ و چای سرو شود